# Euroligue de basket-ball 1999-2000
Navigation
Édition précédente Édition suivante
L’Euroligue 1999-2000 est la 43e édition de l’Euroligue masculine, compétition qui rassemble les meilleurs clubs de basket-ball du continent européen.

## Principe
L’édition 1999-2000 met aux prises 24 équipes. Lors du premier tour, ces vingt-quatre équipes sont réparties en quatre groupes de six. Lors du deuxième tour, chaque groupe est modifié : les trois derniers des groupes A et B et C et D se croisent et constituent de nouveaux groupes, E, F, G, H. Les trois premiers de chacun de ces groupes affrontent alors uniquement ces trois nouvelles équipes en matchs aller-retour lors de ce deuxième tour. Les résultats du premier tour sont conservés. Les quatre premiers sont qualifiés pour les playoffs. Les huitièmes de finale et les quarts de finale se jouent au meilleur des trois matchs, le Final Four se déroulant sur terrain neutre sur un match sec pour les demi-finales et la finale.

## Déroulement

### 1ertour
La premier tour se déroule du 23 septembre au 16 décembre 1999.

#### Groupe A
| Rang | Équipe                | Pts | J  | G | P | Pp  | Pc  | Diff |  | Résultats (dom.\ext.) |       |       |       |       |       |       |
| ---- | --------------------- | --- | -- | - | - | --- | --- | ---- |  | --------------------- | ----- | ----- | ----- | ----- | ----- | ----- |
| 1    | FC Barcelone          | 19  | 10 | 9 | 1 | 780 | 685 | 95   |  | FC Barcelone          |       | 75-67 | 69-51 | 76-55 | 71-62 | 90-67 |
| 2    | CSKA Moscou           | 17  | 10 | 7 | 3 | 754 | 705 | 49   |  | CSKA Moscou           | 76-72 |       | 77-75 | 71-82 | 74-54 | 86-62 |
| 3    | Benetton Trévise      | 16  | 10 | 6 | 4 | 700 | 675 | 25   |  | Benetton Trévise      | 68-72 | 61-81 |       | 69-66 | 73-57 | 88-63 |
| 4    | PAOK Salonique        | 15  | 10 | 5 | 5 | 730 | 680 | 50   |  | PAOK Salonique        | 83-87 | 83-63 | 66-72 |       | 83-76 | 82-53 |
| 5    | Cholet Basket         | 12  | 10 | 2 | 8 | 640 | 711 | -71  |  | Cholet Basket         | 70-77 | 76-79 | 64-73 | 48-66 |       | 69-59 |
| 6    | Étoile rouge Belgrade | 11  | 10 | 1 | 9 | 636 | 784 | -148 |  | Étoile rouge Belgrade | 86-91 | 65-80 | 60-70 | 65-64 | 56-64 |       |

#### Groupe B
| Rang | Équipe          | Pts | J  | G | P | Pp  | Pc  | Diff |  | Résultats (dom.\ext.) |       |        |       |       |       |       |
| ---- | --------------- | --- | -- | - | - | --- | --- | ---- |  | --------------------- | ----- | ------ | ----- | ----- | ----- | ----- |
| 1    | Panathinaïkos   | 19  | 10 | 9 | 1 | 802 | 690 | 112  |  | Panathinaïkos         |       | 100-80 | 96-69 | 70-72 | 79-74 | 86-82 |
| 2    | Union Olimpija  | 15  | 10 | 5 | 5 | 776 | 791 | -15  |  | Union Olimpija        | 71-86 |        | 73-63 | 78-83 | 87-92 | 76-64 |
| 3    | Real Madrid     | 15  | 10 | 5 | 5 | 714 | 743 | -29  |  | Real Madrid           | 63-66 | 76-74  |       | 90-75 | 77-73 | 60-70 |
| 4    | ALBA Berlin     | 15  | 10 | 5 | 5 | 734 | 747 | -13  |  | ALBA Berlin           | 54-73 | 69-74  | 84-78 |       | 81-55 | 80-64 |
| 5    | Tofaş           | 14  | 10 | 4 | 6 | 715 | 738 | -23  |  | Tofaş                 | 59-64 | 74-78  | 67-71 | 76-66 |       | 77-73 |
| 6    | Žalgiris Kaunas | 12  | 10 | 2 | 8 | 719 | 751 | -32  |  | Žalgiris Kaunas       | 66-82 | 84-85  | 65-67 | 89-70 | 62-68 |       |

#### Groupe C
| Rang | Équipe                  | Pts | J  | G | P | Pp  | Pc  | Diff |  | Résultats (dom.\ext.)   |       |       |       |       |       |        |
| ---- | ----------------------- | --- | -- | - | - | --- | --- | ---- |  | ----------------------- | ----- | ----- | ----- | ----- | ----- | ------ |
| 1    | ASVEL Lyon-Villeurbanne | 18  | 10 | 8 | 2 | 711 | 645 | 66   |  | ASVEL Lyon-Villeurbanne |       | 61-54 | 70-65 | 60-59 | 84-71 | 100-58 |
| 2    | Olympiakós              | 16  | 10 | 6 | 4 | 668 | 627 | 41   |  | Olympiakós              | 65-55 |       | 65-63 | 62-73 | 62-69 | 79-68  |
| 3    | Maccabi Tel-Aviv        | 16  | 10 | 6 | 4 | 773 | 714 | 59   |  | Maccabi Tel-Aviv        | 73-61 | 54-65 |       | 89-74 | 87-66 | 84-62  |
| 4    | Ülker Istanbul          | 15  | 10 | 5 | 5 | 756 | 770 | -14  |  | Ülker Istanbul          | 73-80 | 64-86 | 85-79 |       | 79-70 | 68-78  |
| 5    | Varese Roosters         | 13  | 10 | 3 | 7 | 715 | 762 | -47  |  | Varese Roosters         | 58-60 | 57-74 | 79-87 | 82-86 |       | 80-70  |
| 6    | KK Pivovarna Laško      | 12  | 10 | 2 | 8 | 712 | 817 | -105 |  | KK Pivovarna Laško      | 69-80 | 63-56 | 87-92 | 84-95 | 73-83 |        |

#### Groupe D
| Rang | Équipe                 | Pts | J  | G | P | Pp  | Pc  | Diff |  | Résultats (dom.\ext.)  |       |       |       |       |       |       |
| ---- | ---------------------- | --- | -- | - | - | --- | --- | ---- |  | ---------------------- | ----- | ----- | ----- | ----- | ----- | ----- |
| 1    | Efes Pilsen            | 16  | 10 | 6 | 4 | 707 | 678 | 29   |  | Efes Pilsen            |       | 69-60 | 99-63 | 73-67 | 73-57 | 69-65 |
| 2    | KK Cibona Zagreb       | 16  | 10 | 6 | 4 | 744 | 759 | -15  |  | KK Cibona Zagreb       | 71-69 |       | 71-61 | 69-63 | 93-87 | 71-69 |
| 3    | Paf Wennington Bologne | 16  | 10 | 6 | 4 | 729 | 703 | 26   |  | Paf Wennington Bologne | 76-56 | 92-78 |       | 72-73 | 69-63 | 83-58 |
| 4    | Budućnost Podgorica    | 15  | 10 | 5 | 5 | 760 | 746 | 14   |  | Budućnost Podgorica    | 86-80 | 95-90 | 75-83 |       | 88-65 | 68-71 |
| 5    | Caja Séville           | 15  | 10 | 5 | 5 | 699 | 689 | 10   |  | Caja Séville           | 62-43 | 79-59 | 60-52 | 75-73 |       | 77-60 |
| 6    | Pau-Orthez             | 12  | 10 | 2 | 8 | 686 | 750 | -64  |  | Pau-Orthez             | 71-76 | 75-82 | 70-78 | 68-72 | 79-74 |       |

### 2etour
La deuxième tour se déroule du 6 janvier au 17 février 2000.

#### Groupe E
| Rang | Équipe           | Pts | J  | G  | P  | Pp   | Pc   | Diff |  | Résultats (dom.\ext.) |       |       |       |       |       |       |
| ---- | ---------------- | --- | -- | -- | -- | ---- | ---- | ---- |  | --------------------- | ----- | ----- | ----- | ----- | ----- | ----- |
| 1    | FC Barcelone     | 28  | 16 | 12 | 4  | 1183 | 1091 | 92   |  | FC Barcelone          |       |       |       | 66-67 | 68-65 | 66-64 |
| 2    | CSKA Moscou      | 25  | 16 | 9  | 7  | 1216 | 1182 | 34   |  | CSKA Moscou           |       |       |       | 71-76 | 90-85 | 76-64 |
| 3    | Benetton Trévise | 25  | 16 | 9  | 7  | 1156 | 1139 | 17   |  | Benetton Trévise      |       |       |       | 86-78 | 66-77 | 88-75 |
| 4    | ALBA Berlin      | 25  | 16 | 9  | 7  | 1174 | 1186 | -12  |  | ALBA Berlin           | 72-64 | 81-76 | 66-76 |       |       |       |
| 5    | Tofaş            | 24  | 16 | 8  | 8  | 1193 | 1171 | 22   |  | Tofaş                 | 71-78 | 73-87 | 65-86 |       |       |       |
| 6    | Žalgiris Kaunas  | 20  | 16 | 4  | 12 | 1148 | 1200 | -52  |  | Žalgiris Kaunas       | 68-60 | 76-84 | 75-82 |       |       |       |

#### Groupe F
| Rang | Équipe                | Pts | J  | G  | P  | Pp   | Pc   | Diff |  | Résultats (dom.\ext.) | P     |       |       | S     |       |       |
| ---- | --------------------- | --- | -- | -- | -- | ---- | ---- | ---- |  | --------------------- | ----- | ----- | ----- | ----- | ----- | ----- |
| 1    | Panathinaïkós         | 29  | 16 | 13 | 3  | 1246 | 1084 | 162  |  | Panathinaïkós         |       |       |       | 71-75 | 85-50 | 67-58 |
| 2    | KK Union Olimpija     | 26  | 16 | 10 | 6  | 1201 | 1175 | 26   |  | KK Union Olimpija     |       |       |       | 69-63 | 69-55 | 59-47 |
| 3    | Real Madrid           | 26  | 16 | 10 | 6  | 1227 | 1187 | 40   |  | Real Madrid           |       |       |       | 72-61 | 86-79 | 98-78 |
| 4    | PAOK Salonique        | 23  | 16 | 7  | 9  | 1140 | 1114 | 26   |  | PAOK Salonique        | 69-77 | 70-74 | 72-71 |       |       |       |
| 5    | Cholet Basket         | 19  | 16 | 3  | 13 | 1054 | 1186 | -132 |  | Cholet Basket         | 81-68 | 66-77 | 83-90 |       |       |       |
| 6    | Étoile rouge Belgrade | 18  | 16 | 2  | 14 | 1034 | 1257 | -223 |  | Étoile rouge Belgrade | 61-76 | 83-77 | 71-96 |       |       |       |

#### Groupe G
| Rang | Équipe                 | Pts | J  | G  | P  | Pp   | Pc   | Diff |  | Résultats (dom.\ext.)  |       | A     |       |       |       | P     |
| ---- | ---------------------- | --- | -- | -- | -- | ---- | ---- | ---- |  | ---------------------- | ----- | ----- | ----- | ----- | ----- | ----- |
| 1    | Maccabi Elite Tel-Aviv | 28  | 16 | 12 | 4  | 1182 | 1050 | 132  |  | Maccabi Elite Tel-Aviv |       |       |       | 74-60 | 66-54 | 65-55 |
| 2    | ASVEL Lyon             | 27  | 16 | 11 | 5  | 1107 | 1056 | 51   |  | ASVEL Lyon             |       |       |       | 57-83 | 75-64 | 76-61 |
| 3    | Olympiakós Le Pirée    | 26  | 16 | 10 | 6  | 1117 | 1045 | 72   |  | Olympiakós Le Pirée    |       |       |       | 89-61 | 74-63 | 77-73 |
| 4    | KK Budućnost Podgorica | 23  | 16 | 7  | 9  | 1164 | 1168 | -4   |  | KK Budućnost Podgorica | 59-67 | 59-65 | 82-70 |       |       |       |
| 5    | Caja Séville           | 22  | 16 | 6  | 10 | 1068 | 1107 | -39  |  | Caja Séville           | 51-75 | 72-62 | 65-66 |       |       |       |
| 6    | Pau-Orthez             | 20  | 16 | 4  | 12 | 1078 | 1164 | -86  |  | Pau-Orthez             | 57-62 | 72-61 | 74-73 |       |       |       |

#### Groupe H
| Rang | Équipe                 | Pts | J  | G  | P  | Pp   | Pc   | Diff |  | Résultats (dom.\ext.)  | E     |       |       | U     |       |       |
| ---- | ---------------------- | --- | -- | -- | -- | ---- | ---- | ---- |  | ---------------------- | ----- | ----- | ----- | ----- | ----- | ----- |
| 1    | Efes Pilsen            | 27  | 16 | 11 | 5  | 1221 | 1142 | 79   |  | Efes Pilsen            |       |       |       | 95-74 | 84-74 | 78-68 |
| 2    | Paf Wennington Bologna | 26  | 16 | 10 | 6  | 1198 | 1145 | 53   |  | Paf Wennington Bologna |       |       |       | 79-53 | 91-82 | 81-63 |
| 3    | KK Cibona Zagreb       | 26  | 16 | 10 | 6  | 1201 | 1207 | -6   |  | KK Cibona Zagreb       |       |       |       | 64-81 | 75-59 | 88-80 |
| 4    | Ülker Istanbul         | 24  | 16 | 8  | 8  | 1204 | 1235 | -31  |  | Ülker Istanbul         | 93-87 | 76-68 | 71-72 |       |       |       |
| 5    | Varese Roosters        | 21  | 16 | 5  | 11 | 1186 | 1240 | -54  |  | Varese Roosters        | 76-79 | 91-72 | 89-77 |       |       |       |
| 6    | KK Pivovarna Laško     | 18  | 16 | 2  | 14 | 1147 | 1314 | -167 |  | KK Pivovarna Laško     | 79-91 | 77-78 | 68-81 |       |       |       |

### Playoffs

#### Huitièmes de finale
Ces huitièmes de finale se disputent les 29 février, 2 et 9 mars 2000.
| Équipe             | Score | Équipe               | 1re manche | 2e manche | 3e manche |
| ------------------ | ----- | -------------------- | ---------- | --------- | --------- |
| FC Barcelone       | 2 - 1 | Ülker İstanbul       | 78 - 73    | 60 - 63   | 86 - 65   |
| CSKA Moscou        | 2 - 1 | Cibona Zagreb        | 72 - 75    | 75 - 55   | 69 - 78   |
| Benetton Trévise   | 0 - 2 | Fortitudo Bologne    | 73 - 82    | 61 - 77   | -         |
| ALBA Berlin        | 0 - 2 | Efes Pilsen İstanbul | 81 - 90    | 73 - 93   | -         |
| Panathinaïkos      | 2 - 1 | Budućnost Podgorica  | 65 - 59    | 64 - 77   | 78 - 61   |
| Olimpija Ljubljana | 2 - 1 | Olympiakós           | 65 - 61    | 52 - 68   | 85 - 67   |
| Real Madrid        | 0 - 2 | ASVEL                | 59 - 72    | 73 - 85   | -         |
| Maccabi Tel-Aviv   | 2 - 1 | PAOK Salonique       | 77 - 62    | 55 - 67   | 78 - 62   |

#### Quarts de finale
Ces quarts de finale se disputent les 21, 23 et 30 mars 2000.
| Équipe               | Score | Équipe             | 1re manche | 2e manche | 3e manche |
| -------------------- | ----- | ------------------ | ---------- | --------- | --------- |
| FC Barcelone         | 2 - 1 | Olimpija Ljubljana | 70 - 67    | 64 - 71   | 71 - 66   |
| Cibona Zagreb        | 0 - 2 | Panathinaïkos      | 62 - 73    | 63 - 59   | -         |
| Efes Pilsen İstanbul | 2 - 1 | ASVEL              | 93 - 85    | 60 - 77   | 68 - 66   |
| Maccabi Tel-Aviv     | 2 - 1 | Fortitudo Bologne  | 62 - 65    | 80 - 73   | 79 - 64   |

#### Final Four
|  | Demi-finales         | Demi-finales      |                  |    | Finale            | Finale            |
|  | Demi-finales         | Demi-finales      |                  |    | Finale            | Finale            |
|  |                      |                   |                  |    |                   |                   |
|  | 18 avril, 18 h 30    | 18 avril, 18 h 30 |                  |    | 20 avril, 21 h 00 | 20 avril, 21 h 00 |
|  | 18 avril, 18 h 30    | 18 avril, 18 h 30 |                  |    | 20 avril, 21 h 00 | 20 avril, 21 h 00 |
|  | FC Barcelone         | 51                |                  |    | 20 avril, 21 h 00 | 20 avril, 21 h 00 |
|  | FC Barcelone         | 51                |                  |    | 20 avril, 21 h 00 | 20 avril, 21 h 00 |
|  | Maccabi Tel-Aviv     | 65                |                  |    | 20 avril, 21 h 00 | 20 avril, 21 h 00 |
|  | Maccabi Tel-Aviv     | 65                | Maccabi Tel-Aviv | 67 |                   |                   |
|  | 18 avril, 21 h 00    |                   | Maccabi Tel-Aviv | 67 |                   |                   |
|  |                      | Panathinaïkos     | 73               |    |                   |                   |
|  | Panathinaïkos        | Panathinaïkos     | 73               | 81 |                   |                   |
|  | Panathinaïkos        |                   |                  | 81 |                   |                   |
|  | Efes Pilsen İstanbul | 71                |                  |    |                   |                   |
|  | Efes Pilsen İstanbul | 71                | 3e place         |    |                   |                   |
|  |                      |                   |                  |    |                   |                   |
|  | 20 avril, 18 h 30    |                   |                  |    |                   |                   |
|  |                      |                   |                  |    |                   |                   |
|  | FC Barcelone         | 69                |                  |    |                   |                   |
|  | FC Barcelone         | 69                |                  |    |                   |                   |
|  | Efes Pilsen İstanbul | 75                |                  |    |                   |                   |
|  | Efes Pilsen İstanbul | 75                |                  |    |                   |                   |

## Équipe victorieuse
Joueurs : 
- N°4 Frangískos Alvértis ( Grèce)
- N°6 Michael Koch ( Allemagne)
- N°7 Johnny Rogers ( États-Unis)
- N°8 Antónios Fótsis ( Grèce)
- N°9 Ferdinando Gentile ( Italie)
- N°10 Dejan Bodiroga ( Yougoslavie)
- N°11 Níkos Boudoúris ( Grèce)
- N°12 Željko Rebrača ( Yougoslavie)
- N°13 Pat Burke ( Irlande)
- N°14 Oded Kattash ( Israël)

Entraîneur :  Željko Obradović ( Yougoslavie)

## Récompenses individuelles
- MVP du Final Four :  Željko Rebrača (Panathinaïkós)
- 5 majeur du Final Four :

 Oded Kattash (Panathinaïkós)
 Hedo Türkoğlu (Efes Pilsen)
 Dejan Bodiroga (Panathinaïkós)
 Nate Huffman (Maccabi Tel Aviv)
 Željko Rebrača (Panathinaïkós)

## Statistiques individuelles

### Points
| Rang | Joueur          | Équipe          | Matchs | Points | Moyenne |
| ---- | --------------- | --------------- | ------ | ------ | ------- |
| 1.   | Miljan Goljović | Pivovarna Laško | 16     | 323    | 20,2    |
| 2.   | David Rivers    | Tofaş           | 16     | 316    | 19,8    |
| 3.   | Wendell Alexis  | Alba Berlin     | 18     | 334    | 18,6    |

### Rebonds
| Rang | Joueur           | Équipe           | Matchs | Rebonds | Moyenne |
| ---- | ---------------- | ---------------- | ------ | ------- | ------- |
| 1.   | Hüseyin Beşok    | Efes Pilsen      | 23     | 231     | 10,0    |
| 2.   | Nate Huffman     | Maccabi Tel Aviv | 24     | 225     | 9,4     |
| 3.   | Rashard Griffith | Tofaş            | 16     | 146     | 9,1     |

### Passes décisives
| Rang | Joueur               | Équipe         | Matchs | Passes décisives | Moyenne |
| ---- | -------------------- | -------------- | ------ | ---------------- | ------- |
| 1.   | David Rivers         | Tofaş          | 16     | 79               | 4,9     |
| 2.   | Šarūnas Jasikevičius | Union Olimpija | 22     | 108              | 4,9     |
| 3.   | Damir Mulaomerović   | Efes Pilsen    | 23     | 108              | 4,7     |

### Contres
| Rang | Joueur             | Équipe        | Matchs | Contres | Moyenne |
| ---- | ------------------ | ------------- | ------ | ------- | ------- |
| 1.   | Efthimios Rentzias | FC Barcelone  | 12     | 8       | 0,7     |
| 2.   | Željko Rebrača     | Panathinaïkos | 23     | 15      | 0,7     |
| 3.   | Andreï Kirilenko   | CSKA Moscou   | 19     | 10      | 0,5     |

### Autres statistiques
| Catégorie              | Joueur           | Équipe            | Matchs | Moyenne |
| ---------------------- | ---------------- | ----------------- | ------ | ------- |
| Interceptions          | Andrea Meneghin  | Varese Roosters   | 16     | 2,9     |
| Balles perdues         | Richard Scott    | Caja Séville      | 14     | 3,4     |
| Minutes                | David Rivers     | Tofaş             | 16     | 38,7    |
| Pourcentage aux tirs   | Carlton Myers    | Fortitudo Bologne | 17     | 91,9%   |
| Pourcentage à 2-points | Andreï Kirilenko | CSKA Moscou       | 19     | 64,2%   |
| Pourcentage à 3-points | Valeriy Dayneko  | CSKA Moscou       | 17     | 55,7%   |

### Meilleures performances individuelles
| Catégorie        | Joueur             | Équipe           | Statistique | Adversaire                    |
| ---------------- | ------------------ | ---------------- | ----------- | ----------------------------- |
| Points           | David Rivers       | Tofaş            | 38          | CSKA Moscou (3 fév. 2000)     |
| Rebonds          | Dragan Tarlać      | Olympiakós       | 19          | Pivovarna Laško (8 déc. 1999) |
| Passes décisives | Riccardo Pittis    | Benetton Trévise | 12          | Cholet (Sep 23, 1999)         |
| Contres          | Efthimios Rentzias | FC Barcelone     | 5           | Ülker Istanbul (29 fév. 2000) |
| Contres          | Željko Rebrača     | Panathinaïkos    | 5           | Cibona VIP (21 mar. 2000)     |
| Interceptions    | Andreï Kirilenko   | CSKA Moscou      | 8           | Cholet (21 oct. 1999)         |
| Interceptions    | Alberto Angulo     | Real Madrid      | 8           | Alba Berlin (18 nov. 1999)    |